# Fútbol Sala Zamora
El Arcebansa Zamora es un equipo español de fútbol sala fundado en 2001. Actualmente juega en División de Plata de la LNFS. En la temporada 2009-10 quedó campeón de Liga Regular y consiguió el ascenso el 23 de mayo de 2009 tras derrotar al Butagaz Andorra por 4 goles a 2.

## Palmarés
- Campeón 1.ª Nacional "A" Grupo III. Ascenso a División de Plata: 2004/2005

- Campeón de Liga Regular en División de Plata. Ascenso a División de Honor: 2008/2009

- Mejor afición Div. Plata Temporada: 2007/2008.

- Mejor afición Div. Honor Temporada: 2009/2010.

## Pabellón
El FS Zamora celebra todos sus partidos oficiales como local en el Pabellón Municiapal Ángel Nieto, conocido popularmente entre los aficionados como "el 12+1". Este pabellón, sito en la calle homónima y frente a la Plaza de Toros, posee una capacidad de 2200 localidades tras la reforma que se acometió durante los meses de verano del año 2009, año en el que conseguiría el ascenso a División de Honor. Esta reforma otorgó a la infraestructura alrededor de 500 nuevas localidades, permitiéndole sobrepasar la barrera de los 2000 espectadores requerida por la LNFS. Así, tras esta reforma, el vetusto pabellón que contaba entonces con una grada de tribuna numerada y otra de preferencia "a banco corrido", pasó a tener, además, un fondo y una tribuna baja no numerada. La superficie de la cancha es parqué, también reformado ese mismo verano. Debido a la demora de las obras, el FS Zamora se vio obligado a realizar todos sus entrenamientos y partidos de pretemporada en el Pabellón del Campus Viriato de Zamora(propiedad de la Universidad de Salamanca) cuya superficie es goma y esto supuso diversos contratiempos en la preparación de la temporada.
En el verano de 2010 se acometió una nueva reforma. En la esquina de fondo y tribuna se realizó un almacén.

## Patrocinadores
El Fútbol Sala Zamora luce en la camiseta de su primer equipo diversos patrocinios. Durante la temporada 2009/2010 fueron patrocinadores principales la constructora Arcebansa S.A. y la empresa de material eléctrico Chint, por esa razón, dieron nombre deportivo al club durante esa campaña "ARCEBANSA-CHINT FS ZAMORA". A estos, habría que añadirles diversos patrocinadores: Ayuntamiento de Zamora, Diputación de Zamora, Caja España, MAC, Deportes Base, Castilla y León es vida y Zamora cuenta mucho.